# Alseodaphne petiolaris
Alseodaphne petiolaris är en lagerväxtart som först beskrevs av Carl Daniel Friedrich Meisner, och fick sitt nu gällande namn av Joseph Dalton Hooker. Alseodaphne petiolaris ingår i släktet Alseodaphne och familjen lagerväxter. Inga underarter finns listade i Catalogue of Life.